# Dwight Bialowas
Dwight Joseph Bialowas (Kanada, Saskatchewan, Regina, 1952. szeptember 8. –) kanadai jégkorongozó.

## Karrier
Komolyabb junior karrierjét az SJHL-ben a Regina Patsban kezdte, ahol 1972-ig játszott. Az 1972-es NHL-amatőr drafton az Atlanta Flames választotta ki a második kör 18. helyén. A draft után egy idényt a CHL-es Omaha Knightsban játszott le. Az 1973–1974-es szezont az NHL-ben kezdte, majd az AHL-es Nova-Scotia Voyageurshoz került végül visszaküldték a CHL-be, ahol 1973-ban megnyerte a bajnokságot, az Adams-kupát. 1974–1975-ben a Flamesben játszott, mikor szezon közben a Minnesota North Stars leigazolta. A következő szezon nagy részét ebben a csapatban játszotta de a szezon végére visszaküldték az AHL-es New Haven Nighthawksba. Az 1976–1977-es szezon szintén így telt el. 1978-ban vonult vissza a CHL-es Fort Worth Texansból, úgy, hogy ismét Adams-kupa győztes lett.